# Michaił Wietrow
Michaił Siergiejewicz Wietrow (ros. Михаил Сергеевич Ветров, ur. 14 listopada 1909, zm. 8 sierpnia 1980 w Moskwie) – radziecki dyplomata, ambasador ZSRR w Danii (1950–1954).
Od 1929 członek WKP(b), od 1937 pracował w Ludowym Komisariacie Spraw Zagranicznych ZSRR, do 5 sierpnia 1940 był I sekretarzem Ambasady ZSRR na Łotwie, 1941-1944 był radcą Misji ZSRR w Szwecji, od 1944 zastępcą kierownika, a 1947-1948 kierownikiem Wydziału V Europejskiego Ludowego Komisariatu/Ministerstwa Spraw Zagranicznych ZSRR. Od 1948 do lipca 1950 radca Ambasady ZSRR w Holandii, od 15 lipca 1950 do 3 czerwca 1954 ambasador nadzwyczajny i pełnomocny ZSRR w Danii, od 1956 radca Wydziału Państw Azji Środkowo-Wschodniej MSZ ZSRR.